# Каракемер (Єнбекшиказахський район)
Каракеме́р (каз. Қаракемер) — село у складі Єнбекшиказахського району Алматинської області Казахстану. Адміністративний центр Каракемерського сільського округу.
Населення —  6426 осіб (2021; 5045 у 2009, 3992 у 1999, 4070 у 1989).